# 吉沢忠男
吉沢 忠男（よしざわ ただお、1885年（明治18年）9月16日 - 1945年（昭和20年）1月21日）は、大日本帝国陸軍軍人。最終階級は陸軍中将。

## 経歴
1885年（明治18年）に広島県で生まれた。陸軍士官学校第19期卒業。1933年（昭和8年）3月18日に第20師団司令部附となり京城帝国大学に配属され、8月1日に陸軍歩兵大佐に進級した。1935年（昭和10年）3月に福山連隊区司令官に転じ、1936年（昭和11年）3月に歩兵第68連隊長（第3師団・歩兵第5旅団）に就任した。
1937年（昭和12年）8月2日に陸軍少将に進級と同時に歩兵第13旅団長（関東軍・第7師団）に着任し、チチハルに位置した。1938年（昭和13年）5月11日に同旅団を基幹に編成された混成第13旅団長となり、徐州会戦に出撃して6月22日に帰還した。ノモンハン事件勃発後は前線に出動したが停戦となった。1939年（昭和14年）10月2日には陸軍中将に進級し、関東軍独立守備隊を基幹に北京で編成された独立混成第3旅団長（第1軍）に着任。北部山西省を拠点として五台作戦や治安作戦を指揮した。1941年（昭和16年）3月1日に東部軍司令部附となり、4月28日に待命、4月30日に予備役に編入された。

## 栄典
勲章等
- 1940年（昭和15年）8月15日 - 紀元二千六百年祝典記念章[6]